# فیلم‌خانه
فیلم‌خانه (به فرانسوی: Cinémathèque) مجموعه‌ای سازمان‌یافته از فیلم یا فراورده‌های فیلمی است که از لحاظ هنری، فرهنگی، تاریخی و آموزشی ارزش نگهداری دائمی داشته باشند.
این مواد شامل فیلم‌های آموزشی، سینمایی، خبری، مستند و پویانمایی می‌شود؛ همچنین مواد و مقولاتی که به نوعی با فیلم و سینما در ارتباطند، مانند پوستر، عکس‌های صحنه، آنونس (annonce) یا نمونه فیلم، و اسناد و مدارک سینمایی را دربر می‌گیرد.

## تاریخچه
در سال ۱۹۳۵ هانری لانگلوآ و ژورژه فرانیو کلوپ فیلمی (به فرانسوی: Cercle du cinéma) تأسیس کردید تا فیلم‌های قدیمی‌ای را نشان دهند که در سال ۱۹۳۶ منجر به تأسیس سینماتک فرانسه شد.
ایدهٔ آرشیو فیلم‌های قدیمی در آن دوران به هیچ وجه بدیهی نبود. لانگلوآ توانست بسیاری از فیلم‌هایی را نجات دهد که کمپانی‌های فیلم‌سازی قصد دور انداختنشان را داشتند. در سال ۱۹۳۳ انستیتوی فیلم بریتانیا در لندن تأسیس شد. در سال ۱۹۳۸ هانری استورک، آندره تیریفای و پیر ورمیلن سینماتک سلطنتی بلژیک را در بلژیک تأسیس کردند. همچنین در سال ۱۹۳۸ فدراسیون بین‌المللی آرشیو فیلم (به انگلیسی: International Federation of Film Archives (FIAF)) در پاریس تأسیس شد.

## مالکیت
فیلم‌خانه‌ها، از جمله فیلم‌خانهٔ ملی ایران، معمولاً تشکیلاتی غیرانتفاعی‌اند و مانند موزه‌ها از منابع مالی دولتی استفاده می‌کنند.

## نگارخانه

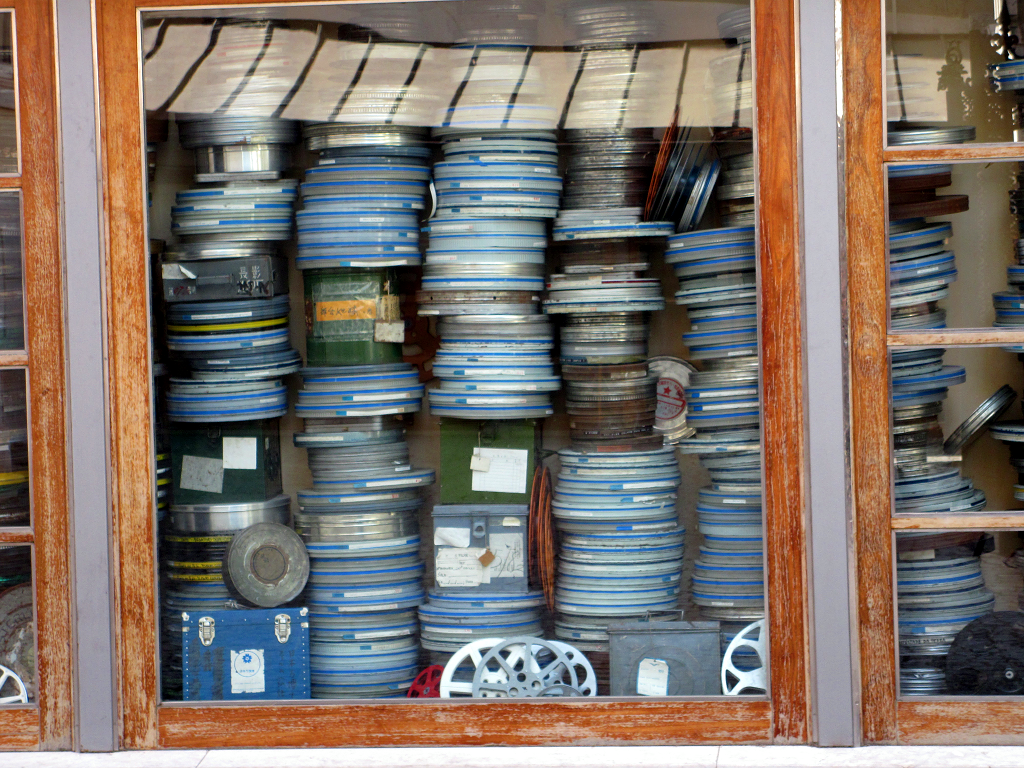
حلقه‌های فیلم در سینماتکای پرتغال، پرتغال
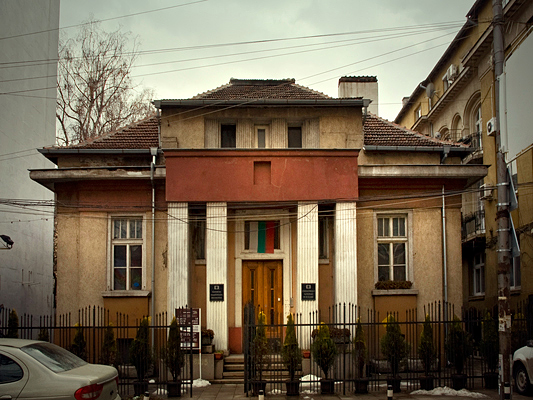
نمای روبه‌رو از دفتر اصلی آرشیو ملی فیلم بلغارستان
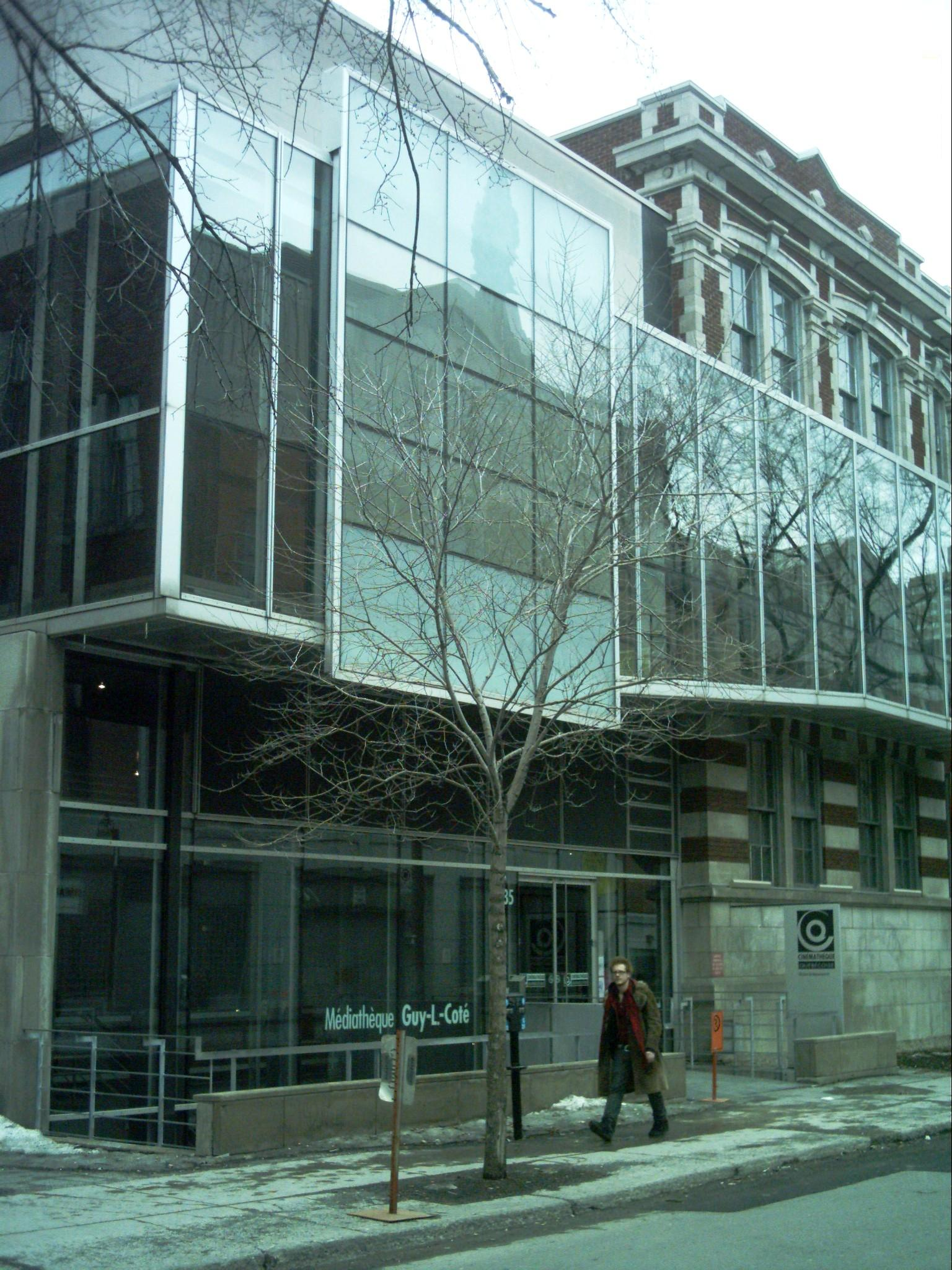
سینماتک کبک، مونترآل
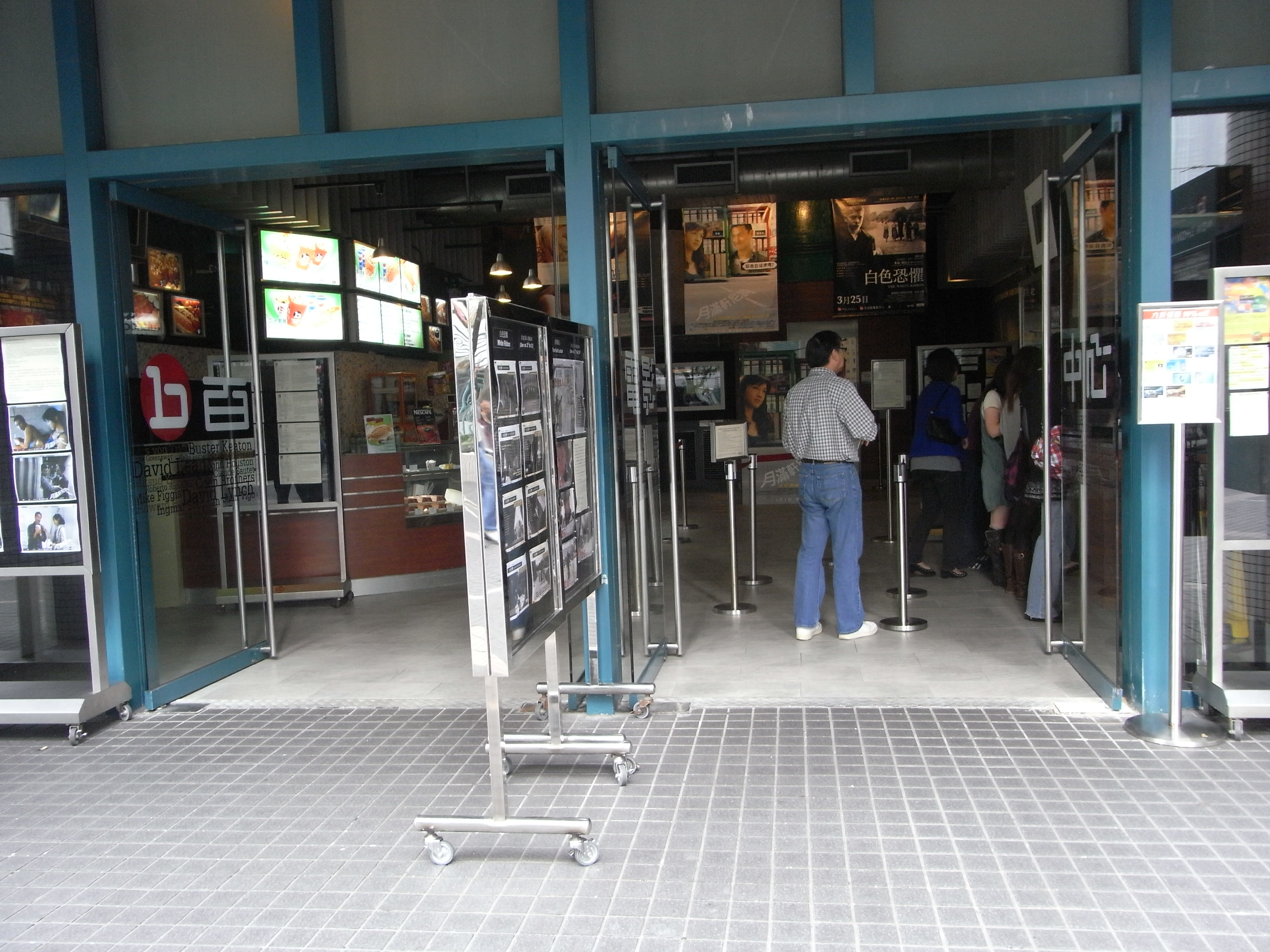
سینماتک برادوی، یائوماتی
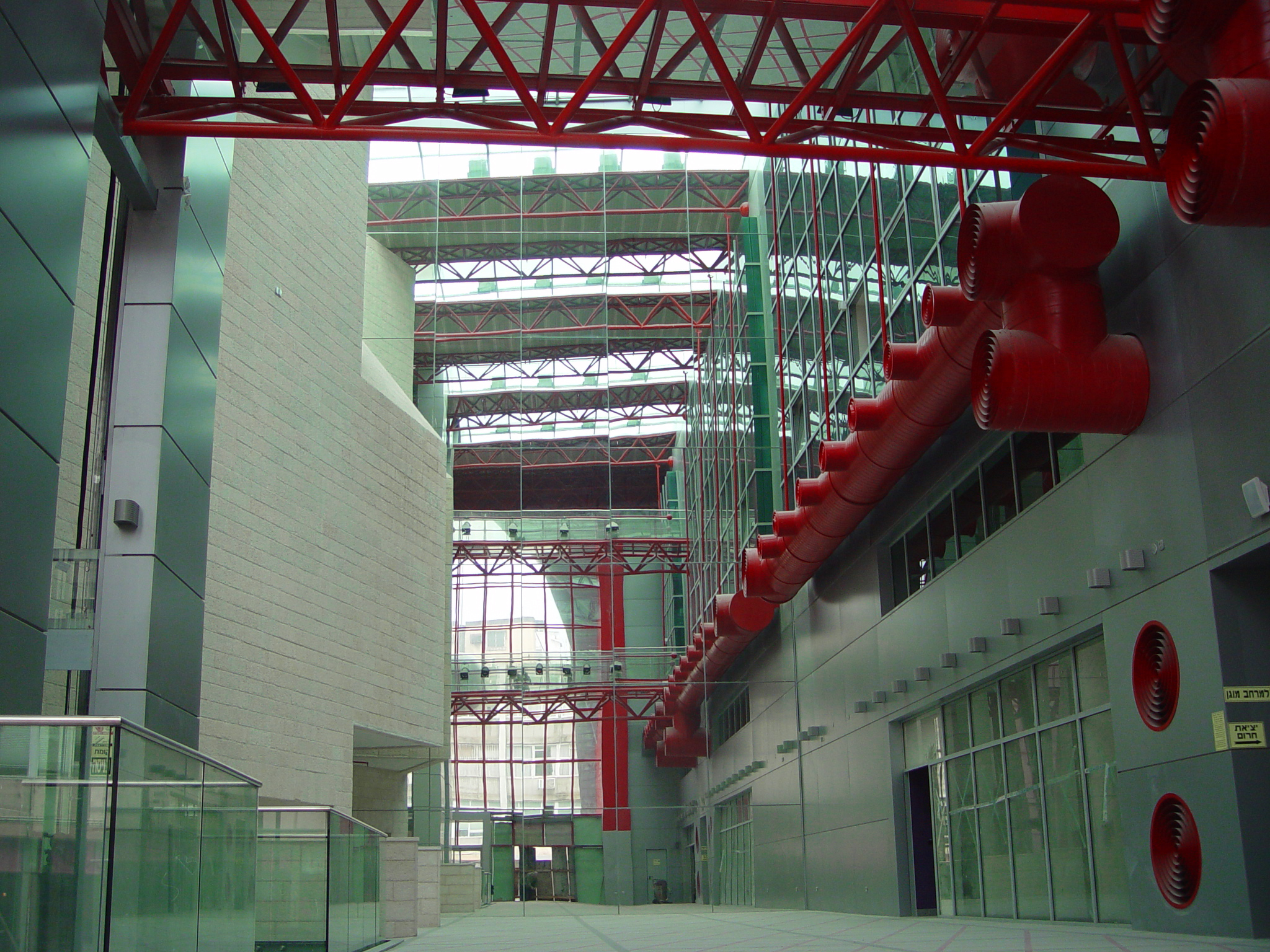
ورودی سینماتک جدید تل‌آویو

## پی‌نوشت
1. ↑  جهانفرد، نقش فیلمخانهٔ ملی ایران، ۷.
2. ↑  «نسخه آرشیو شده». بایگانی‌شده از اصلی در ۳۱ دسامبر ۲۰۰۹. دریافت‌شده در ۱۳ ژوئن ۲۰۱۲.
3. ↑  جهانفرد، نقش فیلمخانهٔ ملی ایران، ۷.